# Hypoponera malayana
Hypoponera malayana är en myrart som först beskrevs av Wheeler 1929.  Hypoponera malayana ingår i släktet Hypoponera och familjen myror. Inga underarter finns listade i Catalogue of Life.